# كأس بلغاريا 2003–04
كأس بلغاريا 2003–04 (بالبلغارية: Купа на България по футбол 2003/04)‏ هو موسم من كأس بلغاريا. أشرف على تنظيمه اتحاد بلغاريا لكرة القدم، وفاز فيه نادي ليتكس لوفتش.